# Amoroso's Invasion
Amoroso's Invasion, pubblicata il 12 gennaio 2007, è una doppia compilation selezionata e mixata dal disc jockey di m2o Radio Fabio Amoroso, prodotta dall'etichetta discografica italiana Smilax Publishing.

## Tracce

### CD 1
Edizioni musicali Smilax Publishing.
1. DJ Power – Love Theme From The Godfather
2. Crazyheads – Hey (Dx Donkir Mix)
3. Tarquini & Prevale – In My Dreams (Resonatormix)
4. Babil J – You And I (Amoroso's Cut)
5. Lady Vivian – Lady Vivian	Rainy Day (Resonator Hard Mix)
6. Resonator – Coming Home (Original Mix)
7. Katrina – Magic Night (Resonatornightmix)
8. Atomica – Il Frutto Dell'Amore (DJ Donkir Remix)
9. DJ Power – This Is My Land
10. O.S.P. Original Sound Pusher – Vivo Tra La Musica (Donkir Remix)
11. Criminal Gang – Funky Rooo Xxa
12. Techno Andina – Mio Amor (feat. Maria Tell)
13. DJ Falasca – Everytime (DJ Power Remix)
14. Matteo Branciamore – Adesso Che Ci Siete Voi

### CD 2
Edizioni musicali Smilax Publishing.
1. Sky 69 – Talk To Me (Acid Demon Remix)
2. Quantic Reality – Bach In The Days
3. Lady Vivian – Feel You Now
4. DJ Kazuo – Doso
5. Sonic Elements – Listen Everybody
6. Raviv – Into My Life (Luca Zeta Remix)
7. Orange Beat – Heart Beat (feat. Fabiola)
8. DJ Donkir – Oh My Love (feat. Leo Marchi)
9. Crazyheads – Want To Live Forever (Amoroso Remix)
10. Evitable – Crazynight
11. Alien Farm – Teknotronika
12. Katerpillar Mc – After Day
13. DJ Sanny J – Day (feat. SmallTownBoys)
14. DJ Thunder & Bix Light – Light Trance (feat. Arya)